# Valerie Cooper
Valerie" Val" Cooper es un personaje ficticio que aparece en los cómics estadounidenses publicados por Marvel Comics. El personaje trabaja para la Oficina de Emergencia Nacional. Ella es más notable por su trabajo como enlace para asuntos mutantes en el Gobierno de los Estados Unidos. Una vez afirmó que se había inspirado al servicio del gobierno por los casos interesantes que su hermano, un agente del FBI, encontró en su trabajo (estaba implícito, pero nunca se dijo directamente, que su hermano es Dale Cooper de Twin Peaks).

## Historial de publicaciones
Valerie Cooper fue creada por Chris Claremont y John Romita Jr., y apareció por primera vez en Uncanny X-Men # 176 (diciembre de 1983).
La Dra. Valerie Cooper recibió una entrada en el Manual Oficial de Marvel Universe Update '89 # 2.

## Biografía ficticia
La Dra. Valerie Cooper fue originalmente una asesora especial de seguridad nacional en temas de seguridad nacional, que incluyen asuntos metahumanos. Originalmente, Valerie Cooper se mostró preocupada por el problema de la amenaza que los superhumanos y mutantes representaban para los Estados Unidos.

### Fuerza Libertad
Esta posición cambió ligeramente cuando Valerie Cooper supervisó el equipo de Mystique, la ex Hermandad de mutantes diabólicos, que operaba como agentes del gobierno bajo el nuevo nombre de Fuerza Libertad. Alrededor de este tiempo, Cooper también participó en un proyecto para crear superhéroes patrocinados por el gobierno que resultó en la creación de la segunda versión de Spider-Woman (Julia Carpenter), así como tres villanos que se convertirían en sus enemigos Deathweb. Posteriormente, Cooper le asignaría Carpenter para unirse a Freedom Force.
Mientras tanto, Valerie Cooper y la Comisión estuvieron directamente involucrados en los eventos del gobierno exigiendo la identidad del Capitán América bajo el argumento de que era de su propiedad. Con Steve Rogers renunciando a la identidad del Capitán América, Cooper supervisó el reclutamiento de John Walker y Battlestar. Los dos se convirtieron en el nuevo Capitán América y el nuevo Bucky, respectivamente. El siguiente deber de Valerie Cooper era contratar a Forja, crear una máquina para detectar poderes mutantes.
El proyecto Fuerza Libertad se cerró cuando varios miembros fueron asesinados mientras que otros desaparecieron después de ser abandonados en Kuwait. Durante la saga de Isla Muir, la mente de Cooper cayó bajo el control del Rey Sombra. El Rey Sombra ordenó a Valerie que disparara a Mystique, pero luchó contra la orden y terminó apuntándose a sí misma. Val resultó gravemente herida, pero sobrevivió. Mystique, con la ayuda de Nick Fury y los hipnotizadores de S.H.I.E.L.D., fue encubierto como Val en un intento por frustrar al Rey Sombra. No fue hasta la derrota del Rey Sombra, por los X-Men y el Factor X, que Mystique y Cooper pudieron regresar a sus propias vidas.

### X-Factor
Después de dar testimonio de primera mano de las acciones de los mutantes a lo largo de los años, Valerie Cooper quiso crear el concepto de un equipo de mutantes patrocinando por el gobierno, mucho más eficiente que Fuerza Libertad. Ella pudo convencer a varios miembros de los X-Men y sus socios de formar un nuevo equipo de X-Factor. Este nuevo equipo, comprendido por Kaos, Polaris, Wolfsbane, Hombre Múltiple, Quicksilver y Strong Guy, reemplazó a la Fuerza Libertad, con Val actuando como el enlace entre el gobierno y el equipo. Val es asistida por el empleado humano Baldrick. Poco después Val fue controlada mentalmente una vez más, esta vez por los Acólitos, fanáticos seguidores de Magneto. Val se liberó del control de los Acólitos, pero su relación con X-Factor se dañó cuando fue revelado que ella supo del Proyecto: Wideawake, un nuevo proyecto Centinela desarrollado por el gobierno de los EE. UU. Cooper luego decidió entregar el liderazgo del equipo directamente a Forja. Con el mundo cada vez más peligroso a su alrededor y la partida de algunos de los miembros, el gobierno obligó a Cooper a permitir que Mystique y Sabretooth se unieran. Con Forja al mando, el equipo pasó a la clandestinidad.

### Comisión de Asuntos Sobrehumanos
Cooper regresó a la Comisión de Asuntos Sobrehumanos. En su posición, ella se encontró ayudando a los X-Men en varias ocasiones. Ella fue la responsable de arrestar a Charles Xavier después del incidente de Onslaught. Valerie fue instrumento ayudando a los viejos Thunderbolts a derrotar a Henry Peter Gyrich y negoció el Perdón Presidencial del equipo.

### O.N.E.
Cooper ayudó a establecer la Oficina Nacional de Emergencia (O*N*E), una rama gubernamental oficial dedicada a preparar y defenderse contra las amenazas sobrehumanas. O*N*E, tiene como su primera línea de defensa al Escuadrón Centinela O*N*E, se hace responsable del campamento de refugiados mutantes establecido en la Mansión X después de que la mayoría de los mutantes del mundo sean eliminados durante el evento de Decimation. Muchos mutantes se unen voluntariamente al campamento, mientras que algunos son obligados a entrar en secreto.
Con la destrucción de la Mansión X y el posterior traslado de los X-Men a San Francisco, O*N*E ya no vigila las actividades cotidianas de los X-Men ni los protege con Centinelas.
Valerie y Havok inician una relación comercial.
Cooper es revelada que estuvo involucrada en una relación íntima con el U.S. Agent mientras trabajaba para la Oficina de Emergencia Nacional.

## Otras versiones

### Era de Apocalipsis
En la realidad de Era de Apocalipsis, Valerie Cooper es miembro de un grupo de resistencia clandestino que ayuda a los refugiados a escapar de América del Norte a Europa. En un momento, ella asiste a una aturdida Polaris.

### GeNeXt
En los cómics de Genext, ambientados en el futuro relativo, ella es el enlace de las Naciones Unidas con la Escuela Xavier.

### Ultimate Valerie Cooper
La versión Ultimate Marvel de Valerie Cooper trabaja como funcionaria del gobierno y se está preparando para un anuncio que le dirá al mundo la verdad sobre el origen del gen mutante.

## En otros medios
Val Cooper aparecerá en la serie animada de Disney+ X-Men '97, una reposición de X-Men (1992-1997).